# Consign to Oblivion
| Recensione       | Giudizio |
| ---------------- | -------- |
| AllMusic         |          |
| Blabbermouth.net |          |
| Lords of Metal   | [ 3 ]    |
| Metal Reviews    | [ 4 ]    |

Consign to Oblivion è il secondo album in studio del gruppo musicale olandese Epica, pubblicato il 21 aprile 2005 dalla Transmission Records.
L'11 dicembre 2015, in occasione del decimo anniversario dell'album, gli Epica lo hanno ripubblicato in un'edizione denominata Expanded Edition, uscita nei formati doppio CD e doppio LP, entrambi caratterizzati da materiale aggiuntivo.

## Tematiche
Riguardo al filo conduttore dell'album, Mark Jansen ha spiegato:
I testi dell'album sono principalmente di natura filosofica e religiosa; in particolare la titletrack parla del tema principale, Dance of Fate parla del destino, The Last Crusade parla dell'insistenza dei fanatici religiosi, Force of the Shore parla di quanto sia superficiale la società e Another Me (In Lack'ech) parla dell'etica della reciprocità anche attraverso il punto di vista della cultura maya. Ci sono inoltre testi introspettivi, in particolare Blank Infinity e Mother of Light risultano essere molto personali rispettivamente per Simons e Jansen, mentre Solitary Ground parla del trovare il proprio posto nel mondo e Quietus del prendere scelte difficili anche a costo di perdere l'innocenza.
Già dalla copertina, è possibile intuire come l'album risulti ispirato alla cultura Maya: il brano Another Me (In Lack'Ech) si riferisce a un detto di tale popolo, mentre Hunab K'u è l'origine dell'universo per i Maya.
Con i brani The Last Crusade, Mother of Light e Consign to Oblivion, gli Epica iniziano la saga-concept A New Age Dawns, dedicata ai temi del risveglio spirituale ed esistenziale. 

## Stile Musicale
Consign to Oblivion si presenta come un album più di facile ascolto rispetto a quello precedente grazie alle strutture più semplici e dirette, alla generale riduzione della durata dei brani, all'attenzione data all'orecchiabilità delle melodie, alle influenze power metal più marcate, alle atmosfere meno oscure e tetre e al minore uso del growl. Ci sono comunque passaggi di metal estremo in Force of the Shore e nella titletrack; quest'ultimo brano è anche mutevole, ricco e discretamente complesso.
È inoltre presente un duetto con Roy Khan, cantante dei Kamelot, nella ballad in stile musical Trois Vierges, scritto per la colonna sonora del film Joyride.
Come spiegato da Mark Jansen, Ad Sluijter riteneva Another Me (In Lack'ech) il brano peggiore pubblicato dagli Epica fino a quel momento e per questo era restio a suonarlo dal vivo.

## Tracce

### Edizione standard
1. Hunab K'u (A New Age Dawns ~ Prologue) – 1:44 (testo: Mark Jansen – musica: Yves Huts)
2. Dance of Fate – 5:13 (testo: Simone Simons – musica: Mark Jansen, Yves Huts, Coen Janssen, Simone Simons)
3. The Last Crusade (A New Age Dawns #1) – 4:21 (testo: Mark Jansen – musica: Mark Jansen, Yves Huts, Ad Sluijter)
4. Solitary Ground – 4:22 (testo: Simone Simons – musica: Coen Janssen, Mark Jansen, Ad Sluijter, Simone Simons)
5. Blank Infinity – 4:00 (testo: Simon Simons – musica: Mark Jansen, Coen Janssen, Simone Simons)
6. Force of the Shore – 4:01 (testo: Simone Simons – musica: Mark Jansen, Coen Janssen, Ad Sluijter, Yves Huts)
7. Quietus – 3:45 (testo: Simone Simons – musica: Mark Jansen, Yves Huts, Coen Janssen, Ad Sluijter, Simone Simons, Jeroen Simons)
8. Mother of Light (A New Age Dawns #2) – 5:55 (testo: Mark Jansen – musica: Mark Jansen, Ad Sluijter)
9. Trois Vierges – 4:40 (testo: Simone Simons – musica: Mark Jansen, Coen Janssen, Simone Simons)
10. Another Me (In Lack'ech) – 4:39 (Mark Jansen)
11. Consign to Oblivion (A New Age Dawns #3) – 9:45 (testo: Mark Jansen – musica: Mark Jansen, Ad Sluijter)

Tracce bonus nell'edizione SACD olandese
1. Palladium – 2:54 (musica: Yves Huts)
2. Solitary Ground (Soundtrack Version) – 4:11 (testo: Simone Simons – musica: Coen Janssen, Mark Jansen, Ad Sluijter, Simone Simons)
3. Quietus (Grunt Version) – 3:46 (testo: Simone Simons – musica: Mark Jansen, Yves Huts, Coen Janssen, Ad Sluijter, Simone Simons, Jeroen Simons)

DVD bonus nell'edizione Digibook
1. Consign to Oblivion (Documentary)

### Expanded Edition
CD
- Chapter 1

1. Hunab K'u (A New Age Dawns ~ Prologue) – 1:44 (testo: Mark Jansen – musica: Yves Huts)
2. Dance of Fate – 5:13 (testo: Simone Simons – musica: Mark Jansen, Yves Huts, Coen Janssen, Simone Simons)
3. The Last Crusade (A New Age Dawns #1) – 4:23 (testo: Mark Jansen – musica: Mark Jansen, Yves Huts, Ad Sluijter)
4. Solitary Ground – 4:21 (testo: Simone Simons – musica: Coen Janssen, Mark Jansen, Ad Sluijter, Simone Simons)
5. Blank Infinity – 4:00 (testo: Simon Simons – musica: Mark Jansen, Coen Janssen, Simone Simons)
6. Force of the Shore – 4:01 (testo: Simone Simons – musica: Mark Jansen, Coen Janssen, Ad Sluijter, Yves Huts)
7. Quietus – 3:45 (testo: Simone Simons – musica: Mark Jansen, Yves Huts, Coen Janssen, Ad Sluijter, Simone Simons, Jeroen Simons)
8. Mother of Light (A New Age Dawns #2) – 5:55 (testo: Mark Jansen – musica: Mark Jansen, Ad Sluijter)
9. Trois Vierges – 4:40 (testo: Simone Simons – musica: Mark Jansen, Coen Janssen, Simone Simons)
10. Another Me (In Lack'ech) – 4:39 (Mark Jansen)
11. Consign to Oblivion (A New Age Dawns #3) – 9:45 (testo: Mark Jansen – musica: Mark Jansen, Ad Sluijter)

- Bonus Tracks

1. Palladium – 2:54 (musica: Yves Huts)
2. Solitary Ground (Remix) – 3:09 (testo: Simone Simons – musica: Coen Janssen, Mark Jansen, Ad Sluijter, Simone Simons)
3. Crystal Mountain – 4:49 (Chuck Schuldiner) – originariamente interpretata dai Death

- Chapter 2

1. Dance of Fate (Orchestral Version) – 5:16 (testo: Simone Simons – musica: Mark Jansen, Yves Huts, Coen Janssen, Simone Simons)
2. The Last Crusade (Orchestral Version) – 4:20 (testo: Mark Jansen – musica: Mark Jansen, Yves Huts, Ad Sluijter)
3. Solitary Ground (Orchestral Version) – 4:23 (testo: Simone Simons – musica: Coen Janssen, Mark Jansen, Ad Sluijter, Simone Simons)
4. Blank Infinity (Orchestral Version) – 4:02 (testo: Simon Simons – musica: Mark Jansen, Coen Janssen, Simone Simons)
5. Force of the Shore (Orchestral Version) – 4:03 (testo: Simone Simons – musica: Mark Jansen, Coen Janssen, Ad Sluijter, Yves Huts)
6. Quietus (Orchestral Version) – 3:52 (testo: Simone Simons – musica: Mark Jansen, Yves Huts, Coen Janssen, Ad Sluijter, Simone Simons, Jeroen Simons)
7. Mother of Light (Orchestral Version) – 5:57 (testo: Mark Jansen – musica: Mark Jansen, Ad Sluijter)
8. Trois Vierges (Orchestral Version) – 4:41 (testo: Simone Simons – musica: Mark Jansen, Coen Janssen, Simone Simons)
9. Another Me (In Lack'ech) (Orchestral Version) – 4:39 (Mark Jansen)
10. Consign to Oblivion (Orchestral Version) – 9:47 (testo: Mark Jansen – musica: Mark Jansen, Ad Sluijter)
11. Solitary Ground (Single Version) – 4:06 (testo: Simone Simons – musica: Coen Janssen, Mark Jansen, Ad Sluijter, Simone Simons)
12. Linger (Piano Version) – 4:19 (testo: Simone Simons – musica: Yves Huts, Mark Jansen, Coen Janssen, Simone Simons)
13. Quietus (Silent Reverie) (Single Version) – 3:56 (testo: Simone Simons – musica: Mark Jansen, Yves Huts, Coen Janssen, Ad Sluijter, Simone Simons, Jeroen Simons)

LP
- Lato A

1. Hunab K'u (A New Age Dawns ~ Prologue) – 1:44 (testo: Mark Jansen – musica: Yves Huts)
2. Dance of Fate – 5:13 (testo: Simone Simons – musica: Mark Jansen, Yves Huts, Coen Janssen, Simone Simons)
3. The Last Crusade (A New Age Dawns #1) – 4:23 (testo: Mark Jansen – musica: Mark Jansen, Yves Huts, Ad Sluijter)
4. Solitary Ground – 4:21 (testo: Simone Simons – musica: Coen Janssen, Mark Jansen, Ad Sluijter, Simone Simons)
5. Blank Infinity – 3:59 (testo: Simon Simons – musica: Mark Jansen, Coen Janssen, Simone Simons)

- Lato B

1. Force of the Shore – 4:00 (testo: Simone Simons – musica: Mark Jansen, Coen Janssen, Ad Sluijter, Yves Huts)
2. Quietus – 3:45 (testo: Simone Simons – musica: Mark Jansen, Yves Huts, Coen Janssen, Ad Sluijter, Simone Simons, Jeroen Simons)
3. Mother of Light (A New Age Dawns #2) – 5:54 (testo: Mark Jansen – musica: Mark Jansen, Ad Sluijter)
4. Trois Vierges – 4:40 (testo: Simone Simons – musica: Mark Jansen, Coen Janssen, Simone Simons)

- Lato C

1. Another Me (In Lack'ech) – 4:38 (Mark Jansen)
2. Consign to Oblivion (A New Age Dawns #3) – 9:45 (testo: Mark Jansen – musica: Mark Jansen, Ad Sluijter)
3. Palladium – 2:54 (musica: Yves Huts)
4. Solitary Ground (Remix) – 3:08 (testo: Simone Simons – musica: Coen Janssen, Mark Jansen, Ad Sluijter, Simone Simons)

- Lato D

1. Quietus (Grunt Version) – 3:46 (testo: Simone Simons – musica: Mark Jansen, Yves Huts, Coen Janssen, Ad Sluijter, Simone Simons, Jeroen Simons)
2. Crystal Mountain – 4:47 (Chuck Schuldiner) – originariamente interpretata dai Death
3. Linger (Orchestral Version) – 4:17 (testo: Simone Simons – musica: Yves Huts, Mark Jansen, Coen Janssen, Simone Simons)
4. Mother of Light (Without Grunts) – 5:55 (testo: Mark Jansen – musica: Mark Jansen, Ad Sluijter)

## Formazione
Gruppo
- Simone Simons – voce
- Mark Jansen – chitarra ritmica, growl & scream
- Ad Sluijter – chitarra solista
- Yves Huts – basso
- Coen Janssen – tastiera
- Jeroen Simons – batteria

Altri musicisti
- Roy Khan – voce maschile (traccia 9)
- Orchestra
  - Benjamin Spillner, Andreas Pfaff, Gregor Dierk, Tobias Rempre – violini
  - Swantje Tessman, Patrick Sepec, Astrid Müller – viole
  - Jorn Kellermann – violoncello
- Coro
  - Annie Goebel, Linda van Summeren, Bridget Fogle – soprani
  - Amanda Somerville, Cinzia Rizzo – mezzosoprani
  - Previn Moore, Andre Matos – tenori
  - Melvin Edmondsen – basso e baritono

## Classifiche
| Classifica (2005) | Posizione massima |
| ----------------- | ----------------- |
| Belgio (Fiandre)  | 52                |
| Belgio (Vallonia) | 99                |
| Francia           | 116               |
| Paesi Bassi       | 6                 |